# Tulák (časopis)
Trampský občasník Tulák byl vydáván redakční radou Svazu brněnských osad SBO v Brně. Byl to neoficiální časopis, který popisoval dění trampského hnutí hlavně na Brněnsku. Vydáván byl jako samizdat.

## Historie
Časopis Tulák založili v roce 1966 Karel Růžička a K. Zalabák.